# Libnotes apsellia
Libnotes apsellia là một loài ruồi trong họ Limoniidae. Chúng phân bố ở miền Australasia.